# Campeonato Nacional de Rodeo de 1971
El Campeonato Nacional de Rodeo de 1971 fue la versión número 23 de este tradicional campeonato que coronó a las mejores colleras de la temporada 1970-1971 y se disputó por segunda vez en Talca (anteriormente se había disputado en 1969). Este campeonato se disputa todos los años y corona a los campeones del rodeo chileno, tradicional deporte practicado en Chile, donde está considerado como deporte nacional.
Los campeones de este campeonato fueron los jinetes de Puerto Octay Carlos Gaedicke y Arno Gaedicke, quienes montaron a "Manojo" y "Mala Cara" y realizaron un total de 21 puntos buenos.
La collera santiaguina conformada por Enrique Lobos y Juan Álvarez en "Estribo" y "Pehuenche", pudieron haberse convertido en los primeros jinetes capitalinos en convertirse en campeones nacionales de Chile ya que empataron el primer lugar con 21 puntos, pero perdieron el desempate por solo dos puntos de diferencia. El tercer puesto fue para Ignacio Rey y Gustavo Rey "El Huila" y "On Ronca" con 20 puntos.
Antes de comenzar la serie de campeones se realizó la tradicional prueba de destreza del movimiento de la rienda. Por segunda vez comsecutiva el campeón fue Santiago Urrutia en "Cachupín". Al igual que el año anterior, el público quedó impresionado con este binomio, sobre todo con las vueltas sobre parado.

## Resultados

### Serie de campeones
| Cuarto Animal 1971 | Cuarto Animal 1971              | Cuarto Animal 1971         | Cuarto Animal 1971 | Cuarto Animal 1971 |
| ------------------ | ------------------------------- | -------------------------- | ------------------ | ------------------ |
| Lugar              | Jinetes                         | Caballos                   | Asociación         | Puntaje            |
| 1.º                | Carlos Gaedicke y Arno Gaedicke | "Manojo" y "Mala Cara"     | Puerto Octay       | 21+7               |
| 2.º                | Enrique Lobos y Juan Álvarez    | "Estribo" y "Pehuenche"    | Santiago           | 21+5               |
| 3.º                | Ignacio Rey y Gustavo Rey       | "El Huila" y "On Ronca"    | Talca              | 20                 |
| 4.º                | Criadero Santa Elba             | "Percala" y "Pelotera"     | Curicó             | 20                 |
| 5.º                | Pablo Quera y Raúl Cáceres      | "Barquillo" y "Chinganero" | Curicó             | 19                 |
| 6.º                | Criadero Santa Elba             | "Tabacón" y "Trampero"     | Curicó             | 19                 |
| 7.º                | José Pozo y Edmundo Donaire     | "Campo Bueno" y "Cocaví"   | Talca              | 19                 |
| 8.º                | Urrutia y Urrutia               | "Longaviana" y "Tula"      | Parral             | 17                 |

## Cuadro de honor temporada 1970-1971

### Jinetes
- 1.º Santiago Urrutia[7]
- 2.º Óscar Bustamante
- 3.º José Manuel Aguirre
- 4.º Ramón Cardemil
- 5.º Samuel Parot
- 6.º Raúl Cáceres
- 7.º Gustavo Rey
- 8.º Ramón Álvarez
- 9.º Ramón Aguilera
- 10.º Pablo Quera

### Caballos
- 1.º Mala Cara
- 2.º Manojo
- 3.º Campo Bueno
- 4.º Tango
- 5.º Tabacón
- 6.º Trampero
- 7.º Jalisco
- 8.º Arroyito
- 9.º Campero
- 10.º Tapaboca

### Yeguas
- 1.º Longaviana II
- 2.º Pichicucha
- 3.º Pelotera
- 4.º Arrepentida
- 5.º Paulacha II
- 6.º Gustosa
- 7.º Tula
- 8.º Altiva
- 9.º Marmita
- 10.º Tabacalera

### Potros
- 1.º El Huila
- 2.º Estribo
- 3.º Brujo
- 4.º Pehuenche
- 5.º Taco
- 6.º Cachupín
- 7.º Capricho
- 8.º Taita
- 9.º Farolito
- 10.º Huachipato